# Poloprezidentská republika

státy s poloprezidentským systémem

Jako poloprezidentská republika (též parlamentně-prezidentská republika) nebo poloprezidentský systém je označováno takové státní uspořádání, které je republikou, kdy vláda je odpovědná parlamentu, ale prezident, který je zpravidla volený přímo občany, má postavení přesahující pravomoci prezidenta parlamentní republiky. Prezident předsedá také radě ministrů (například ve Francii). Tato forma vlády představuje jakýsi kompromis mezi parlamentním a prezidentským systémem tím, že vyvažuje postavení prezidenta a parlamentu. 

## Příklady
Typickým příkladem poloprezidentské republiky je ústavní systém Francie (Pátá republika). K dalším evropským poloprezidentským republikám patří Portugalsko, Rumunsko, Litva, Ukrajina a Rusko. Mimo Evropu pak například Ázerbájdžán, Egypt, Kazachstán, Tchaj-wan nebo Východní Timor. Poloprezidentské režimy se vyskytujují zejména v Evropě a Africe. Převážně se jedná o bývalé francouzské nebo portugalské kolonie nebo bývalé republiky Sovětského svazu.
Odlišnou formu racionalizace parlamentního systému představuje kancléřský systém (používaný v Německu) nebo poloparlamentní systém (používaný v Izraeli).

## Charakteristika poloprezidentské republiky
Dělba moci je poloprezidentského systému provedena v duchu převahy moci výkonné nad mocí zákonodárnou oproti režimu parlamentnímu. Rovněž může ústavou být implementována určitá forma systému brzd a protivah. Hlava státu hraje důležitou politickou roli a účastní se výkonu moci; existují dva aktivní subjekty exekutivy: prezident a vláda v čele s premiérem.
- Volba prezidenta přímo občany státu nebo prostřednictvím sbor volitelů (nikoliv parlamentem)
- Prezident smí vykonávat své pravomoci bez kontrasignace, tedy bez jakéhosi dobrozdání podpisem členů vlády (podobně jako ministerský předseda)
- Vláda nese odpovědnost jak vůči parlamentu, tak vůči prezidentovi země
- Prezident má právo jmenovat předsedu vlády a vládu
- Prezident má právo odvolat vládu nebo rozpustit parlament (případně obojí)
- Prezident je zpravidla neodvolatelný a nepoliticky neodpovědný za výkon svého úřadu (s výjimkou tzv. impeachmentu)

## Podtypy poloprezidentských republik
- Premiérsko-prezidentský („francouzský“) -  předseda vlády resp. vláda jsou jmenování prezidentem, ale odpovědni jen parlamentu.[1]
- Prezidentsko-parlamentní („ruský“) - předseda vlády resp. vláda jsou jmenování prezidentem, odpovědni jsou jak parlamentu tak prezidentovi.[1]

## Státy s poloprezidentským systémem
| - Alžírsko - Ázerbájdžán - Burkina Faso - Džibutsko - Egypt - Francie - Guinea-Bissau - Haiti - Kapverdy - Demokratická republika Kongo - Madagaskar - Mali - Mauritánie - Mongolsko - Namibie | - Niger - Stát Palestina - Portugalsko - Rakousko - Rumunsko - Rusko - Senegal - Srí Lanka - Svatý Tomáš a Princův ostrov - Sýrie - Tchaj-wan - Tunisko - Ukrajina - Východní Timor |

### Státy mající poloprezidentský systém v minulosti
- Arménie (2008–2018)[4]
- Československo (1919–1938/1948)
- Finsko (1919–2000)
- Gruzie (1991–1995, 2004–2005, 2011–2019)
- Jižní Korea (1972–1988)
- Německo (1919–1933, tzv. Výmarská republika)
- Pákistán  (1985–1997, 2003–2010)
- Polsko (1990–1997)